# Bhagvati Prem
Koordinaten: 12° 59′ 30″ N, 74° 47′ 27″ O
Die Bhagvati Prem, fälschlicherweise auch als Bhagavati Prem oder Bhagwati Prem, war ein Hopperbagger-Schiff, das 2019 am Strand von Surathkal, vor Guddekopla bei Mangaluru, auf Grund gesetzt wurde und dessen Überreste als lokale Attraktion bekannt sind.

## Geschichte und Charakteristika
Das Schiff wurde im Jahr 2007 als Hopperbagger auf der chinesischen Werft Zhejiang Huachuang Shipbuilding in Linhai fertiggestellt. Nach einem Namens- und Besitzerwechsel, war es unter dem Namen Badri Prem für das indische Seebagger-Unternehmen Mercator im Einsatz. Ab 2008 trug es den Namen Bhagvati Prem.
Am 7. August 2010 war das Schiff in die Kollision des Containerschiffs MSC Chitra mit dem Massengutfrachter Khalijia 3 verwickelt. Nachdem sie im Hafen von Mumbai Baggerarbeiten durchgeführt hatte, verklappte die Bhagvati Prem das Baggergut am Rande der Fahrtrinne außerhalb des Hafens. Bei dem Versuch das Baggerschiff zu überholen geriet die MSC Chitra auf die gegenseitige Fahrtrinne und kollidierte mit der Khalijia 3.
Im Mai 2013 kollidierte die Bhagvati Prem bei Baggerarbeiten im Hafen von Kochi mit einer Brücke, wobei das Schiff und die Brücke ohne größere Schäden verblieben.
Im Jahr 2019 führte die Bhagvati Prem zusammen mit dem Baggerschiff Tridevi Prem im Hafen von Mangaluru Baggerarbeiten aus. Die Hafenbehörde soll aber den Vertrag gekündigt haben oder behielt Zahlungen aufgrund angeblich mangelhafter Arbeiten ein. Vermutlich aufgrund unbeglichener Hafengebühren wurden die Schiffe im Hafen auch festgesetzt. Ab April 2019 befand sich die Bhagvati Prem in einem seeuntüchtigen Zustand. Im September sank die Tridevi Prem im Hafengebiet.

## Strandung und Verbleib
Am 28. Oktober 2019 stellte der Kapitän der Bhagvati Prem am Baggerschiff ein Leck fest. Zudem soll die Ankerkette gerissen sein, weshalb das Schiff nach Bergung der Besatzung am selben Tag von der Hafenbehörde vor Guddekopla, vor dem Strand von Surathkal, auf Grund geschleppt wurde. Nach der Strandung legte die Hafenbehörde Ölsperren aus und versicherte, dass das Schiff bis Januar 2020 von der Küste entfernt sei. Obwohl Öl vom Schiff abgepumpt worden war, soll es im Juni 2020 zu einer Ölverschmutzung gekommen sein, wobei an Bord befindliches Gerät, wie Kräne, als Ursprung vermutet wurde. Im selben Monat rettete sich ein Jugendlicher auf das Schiff, nachdem er im Meer zu ertrinken drohte.
Im Januar 2021 wurde das Schiff an das Unternehmen Sonar Impex versteigert, um das Schiff abzuwracken. Anfang April desselben Jahres wurde einer von drei zur Bewachung des Schiffes abgestellten Männer leblos im Meer treibend aufgefunden.
Die Abbrucharbeiten begannen, aufgrund ausstehender Genehmigungen verzögert, erst im Januar 2023 und fanden in situ statt. Die Abbrucharbeiten erfolgten nur teilweise. Ein Teil des Wracks, darunter der Schornstein, ist noch immer sichtbar.

## Galerie

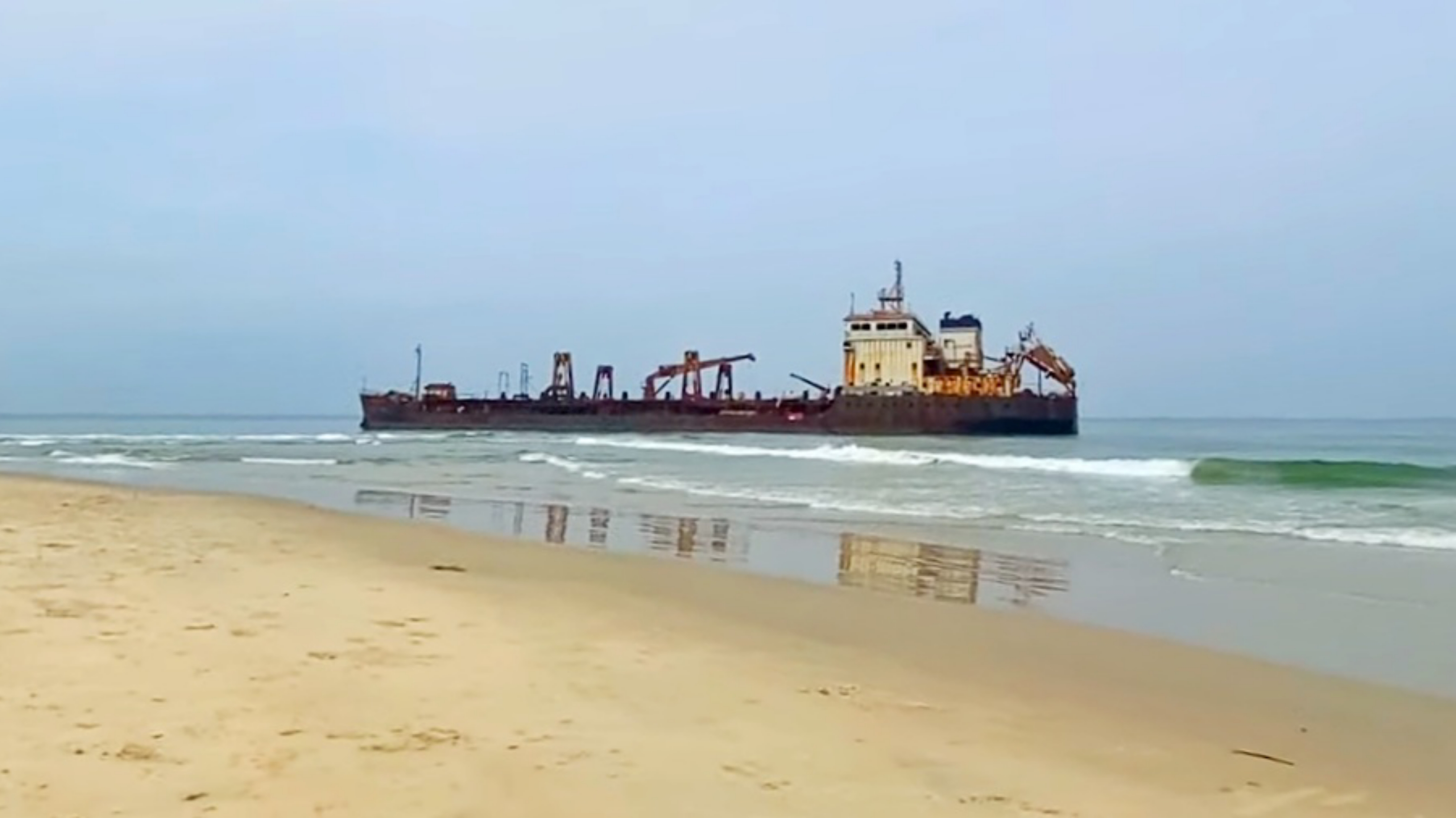
Das gestrandete Schiff im Dezember 2022.
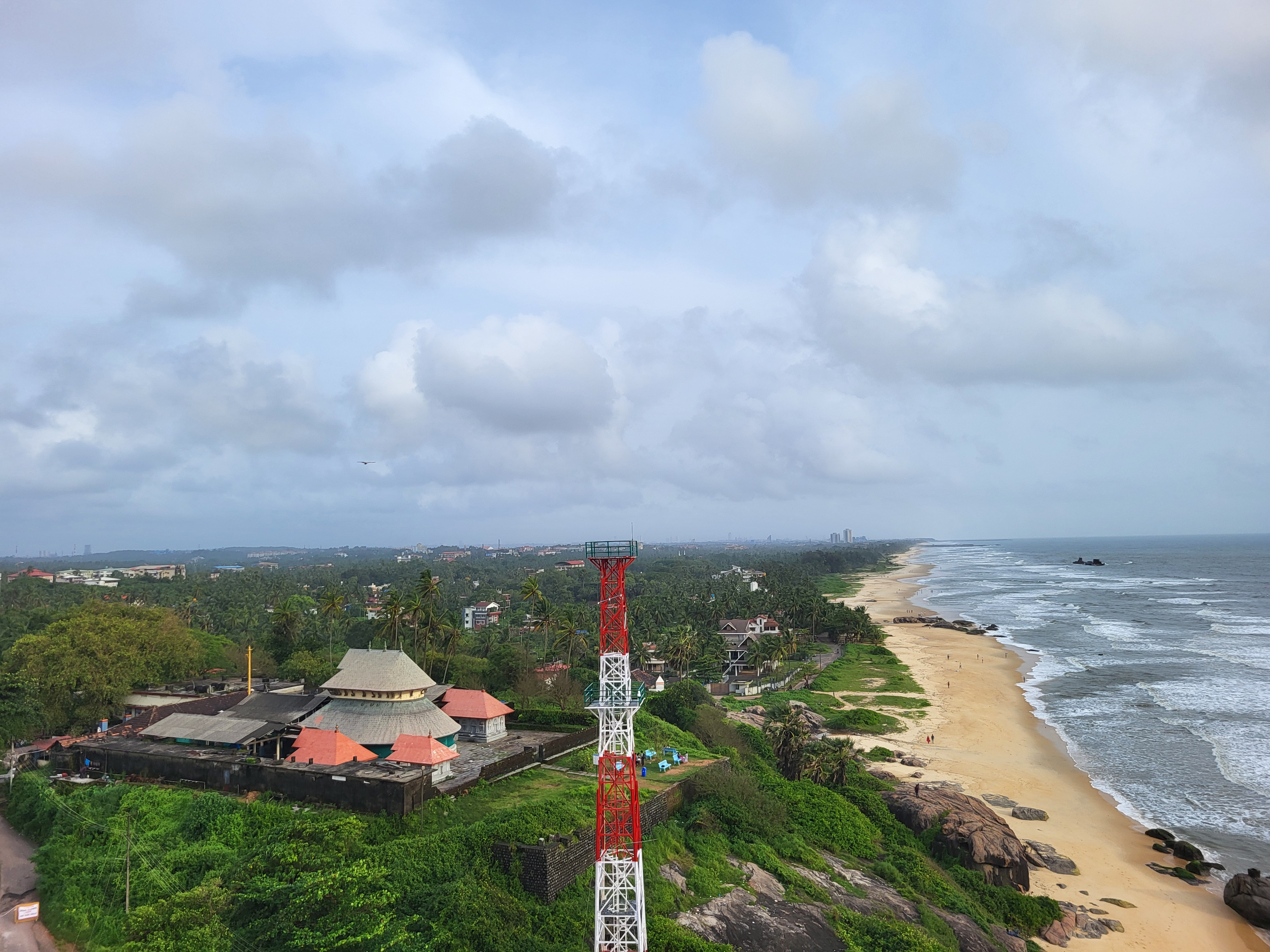
Die Wrackreste des Baggerschiffes, im Hintergrund, im September 2024.